# ISO 3166-2:SL
ISO 3166-2:SL – kody ISO 3166-2 dla Sierra Leone.
Kody ISO 3166-2 to część standardu ISO 3166 publikowanego przez Międzynarodową Organizację Normalizacyjną. Kody te są przypisywane głównym jednostkom podziału administracyjnego, takim jak np. województwa czy stany, każdego kraju posiadającego kod w standardzie ISO 3166-1. 
Aktualnie (2017) dla Sierra Leone zdefiniowano kody dla 3 prowincji i 1 obszaru o statusie prowincji. 
Pierwsza część oznaczenia to kod Sierra Leone zgodnie z ISO 3166-1, natomiast druga część oznaczenia znajdująca się po myślniku to jednoliterowy kod jednostki administracyjnej.

## Kody ISO
| Kod ISO | Nazwa jednostki administracyjnej | Rodzaj jednostki administracyjnej |
| ------- | -------------------------------- | --------------------------------- |
| SL-W    | Obszar Zachodni                  | obszar o statusie prowincji       |
| SL-E    | Prowincja Wschodnia              | prowincja                         |
| SL-N    | Prowincja Północna               | prowincja                         |
| SL-S    | Prowincja Południowa             | prowincja                         |